# Nureddin Pascha

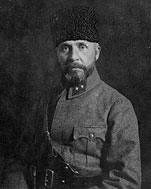
Nureddin Pascha im Jahr 1922.

Nureddin Pascha (oder Nur ad-Din Pascha, türkisch Nurettin Paşa oder Nureddin İbrahim Konyar), auch „Bärtiger Nureddin“ (Sakallı Nurettin; * Dezember 1873 in Bursa; † 18. Februar 1932 in Istanbul), war ein türkischer Politiker und Offizier, der unter anderem im Ersten Weltkrieg und im Türkischen Befreiungskrieg kämpfte.

## Osmanische Ära
Nureddin wurde 1873 in Bursa geboren. Sein Vater war der Feldmarschall İbrahim Pascha. Nureddin Pascha begann seine militärische Ausbildung 1890 an der Militärschule (tr: Mekteb-i Füsûn-u Harbiyye-i Şâhâne) in Pangaltı. Er schloss die Schule 1893 als 31. bester Schüler des Jahrgangs ab und wurde in der Osmanischen Armee zum Leutnant (Efendi / افندی) der Infanterie. Er war einer der wenigen, die ohne Besuch der Generalstabsschule einen hohen militärischen Rang besaßen. Zu den Fremdsprachen, die er beherrschte, gehörten Arabisch, Französisch, Deutsch und Russisch.
Zwischen März und April 1893 diente er in der Fünften Armee und danach bis Oktober 1898 in der Ersten Armee. Am 31. Januar 1895 wurde er zum Oberleutnant und am 22. Juli desselben Jahres zum Hauptmann (Agha / اغا) befördert.
Am Türkisch-Griechischen Krieg 1897 nahm er als Aide-de-camp des osmanischen Oberbefehlshaber Ethem Pascha teil. Danach ging er ins Hauptquartier der Ersten Armee in Istanbul. Im Oktober 1898 wurde er zum Aide-de-camp des Sultans Abdülhamid II. ernannt. 1901 stieg er zum Major auf und befehligte 1901-02 die Truppen an der Osmanisch-bulgarischen Grenze. Er bekämpfte zwischen 1902 und 1903 mazedonische Rebellen.
Im Dezember 1907 kam er ins Hauptquartier der prestigeträchtigen Dritten Armee in Saloniki. Er stieg 1907 zum Oberstleutnant und 1908 zum Oberst (Bey) auf. Als sein Vater İbrahim Pascha die osmanische Armee reformieren wollte, erhielt er vom geheimen Komitee für Einheit und Fortschritt über seinen Sohn eine Warnung, dies zu unterlassen.
Nureddin wurde später Mitglied des Komitees für Einheit und Fortschritt (Jungtürken) und hatte die Mitgliedsnummer 6436. Am 19. August wurde er auf Grund des Gesetzes über die militärischen Ränge (Tasfiye -i Rüteb-i Askeriye Kanunu) zum Major degradiert und zur Ersten Armee geschickt. September 1909 wurde Nureddin Bey zum Gouverneur von Küçükçekmece ernannt.
Ab Februar 1911 kämpfte Nureddin im XIV. Korps im Jemen gegen Aufständische und wurde wieder zum Oberstleutnant. 1913 kehrte er aus dem Jemen zurück und kämpfte in den letzten Tagen des Balkankrieges im 9. Infanterieregiment. Im selben Jahr diente er unter Liman von Sanders. Ende April 1914 erhielt er das Kommando über die 4. Division.

### Erster Weltkrieg

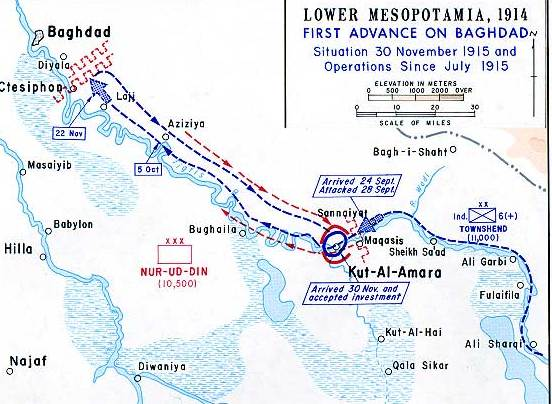
Townshends Rückzug und Umzingelungsversuch Nureddin Paschas.

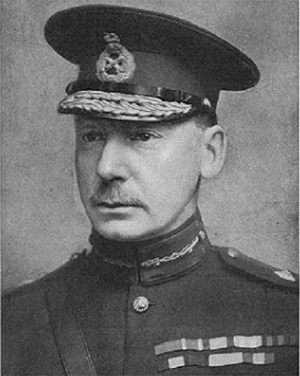
Der britische Befehlshaber an der irakischen Front Generalmajor Charles Vere Ferrers Townshend.

Als der Befehlshaber der osmanischen Streitkräfte im Irak Süleyman Askerî Bey am 14. April 1915 Selbstmord beging, wurde Nureddin am 20. April 1915 zum neuen Befehlshaber (Pascha) an der Front in Mesopotamien bestimmt. Gleichzeitig wurde er zum Gouverneur der Vilayets von Basra und Bagdad ernannt.
Im November 1915 stoppte Nureddin Pascha den Vormarsch von Townshends British Indian Army in der Schlacht von Ktesiphon und drängte die Briten Richtung Kut al Amara. Die Stadt wurde belagert und die Briten ergaben sich. Generalfeldmarschall Colmar von der Goltz kam am 21. Dezember 1915 in Bagdad an, benannte die osmanischen Truppen im Irak in Irakarmee (tr: Irak Ordusu) um und machte sich von dort auf, in den Iran einzufallen. Am 20. Januar 1916 wurde Nureddin Pascha auf Anweisung des Kriegsministers Enver Pascha durch Oberst Halil Kut ersetzt. Nureddin Pascha wurde zum Kommandanten des IX. Korps und provisorischer Befehlshaber der Dritten Armee bestimmt.
Im Oktober 1916 übernahm er die Armeen in den Regionen von Muğla und Antalya und hob ein neues Korps (XXI. Korps) aus, dessen Befehl er übernahm. Zusätzlich zu diesem Kommando war er ab dem 25. Oktober 1918 noch stellvertretender Gouverneur von Aydın. Im selben Jahr stieg er in den Rang eines Mirliva auf.

### Nach dem Waffenstillstand
Nach dem Waffenstillstand von Mudros im November 1918 wurde Nureddin Pascha zum Kommandeur des XVII. Korps in Izmir und zum Gouverneur von Aydın. Am 30. Dezember 1918 erhielt er das Kommando des XXV. Korps in Istanbul. Nach dem Ausbruch eines Aufstandes in Urla bei Izmir, wurde er in die Region geschickt, um dort für Sicherheit zu sorgen.
Nureddin Pascha gründete ein beratendes Komitee aus Parteidelegierten, Interessenverbänden und Handelsvereinen aus Izmir und unterstützte die osmanische Gesellschaft zur Verteidigung der Rechte in Izmir (tr: İzmir Müdafaa-i Hukuk-ı Osmaniye Cemiyeti). Vor der Besetzung Izmirs durch die Alliierten wurde Nureddin Pascha aus Izmir zurückbeordert. Die Briten sahen in dem nationalistischen Nureddin Pascha ein Hindernis. "Kambur" Ahmet İzzet Bey wurde am 11. März zum neuen Gouverneur und der pensionierte General Ali Nadir Pascha am 22. März zum neuen Befehlshaber der Region ernannt.

## Türkischer Befreiungskrieg
Im Juni 1920 machte sich Nureddin Pascha nach Anatolien auf und schloss sich der Widerstandsbewegung von Mustafa Kemal an. Dieser hatte den Widerstand gegen die Politik der Regierung des letzten osmanischen Sultans Mehmeds VI. in Konstantinopel zentralisiert und in Ankara eine Gegenregierung ins Leben gerufen. Nureddin Pascha wurde am 9. Dezember 1920 zum Kommandeur der Armee Mitte, die aus etwa 10.000 Mann bestand und ihren Stützpunkt in Amasya hatte, ernannt. Die Situation der Pontosgriechen verschlechterte sich dadurch. Er verwies die amerikanischen Missionare des Landes und beschuldigte christliche Einwohner der Region des Verrats.

### Koçgiri-Aufstand
Als 1920 der Koçgiri-Aufstand ausbrach, wurde Nureddin Pascha mit einer Streitmacht von 3.000 Kavalleristen und Irregulären, darunter auch Topal Osmans lasische cut-throats gegen die Rebellen geschickt. Der Aufstand wurde am 17. Juni 1921 niedergeschlagen.
Gemäß einigen Quellen sagte Nureddin Pascha:

„Wir haben die Leute, die 'Zo' sagen (d.h. die Armenier) zum Schweigen gebracht, jetzt kommen die dran, die 'Lo' sagen (d.h. die Kurden)“

Die Härte, mit der der Aufstand niedergeschlagen wurde, führte zu wütenden Debatten im Parlament in Ankara. Die Versammlung entschied, Nureddin Pascha vor einen Untersuchungsausschuss zu stellen und zu verurteilen, doch das Verfahren wurde durch Mustafa Kemal verhindert, der auf Nureddin Pascha für die Fortsetzung des Unabhängigkeitskrieges nicht verzichten wollte.

### Pontos-Griechen
Am 9. Juni bombardierten die griechischen Zerstörer Panthir und das Kampfschiff Kilkis İnebolu. Nureddin Pascha schlug der Regierung in Ankara wegen der möglichen Landung der Griechen in Samsun vor, die männliche griechische Bevölkerung im Alter zwischen 16 und 50 Jahren nach Amasya, Tokat und Şebinkarahisar zu deportieren. 21.000 Pontos-Griechen wurde dann auf Befehl 2082 vom 12. Januar 1921 deportiert. 485 Pontos-Griechen wurde vor den Unabhängigkeitsgerichten zum Tode verurteilt. Nachdem Samsun am 7. Juni 1922 durch den Panzerkreuzer Georgios Averoff beschossen wurde, wurden alle Griechen in West- und Südanatolien, das unter der Kontrolle der türkischen Nationalisten war, auf Befehl von Ankara deportiert. Nureddin Pascha soll gemäß Taner Akçam für Massaker an Tausenden von osmanischen Griechen verantwortlich sein.

### Die Großoffensive
Als der Kommandeur der Ersten Armee, die in Westanatolien gegen die Griechen kämpfte, Ali İhsan Sâbis, abgesetzt wurde, wurde die Stelle erst Ali Fuat Cebesoy und dann Refet Bele angeboten. Beide lehnten ab, weil sie nicht unter dem Kommando von Stabschef İsmet İnönü dienen wollten. So wurde am 29. Juni 1922 Nureddin Pascha zum neuen Kommandeur bestimmt. Kurze Zeit später am 31. August wurde er zum Ferik (entspricht dem Generalleutnant und Generalmajor) befördert.

### Die Eroberung von Izmir

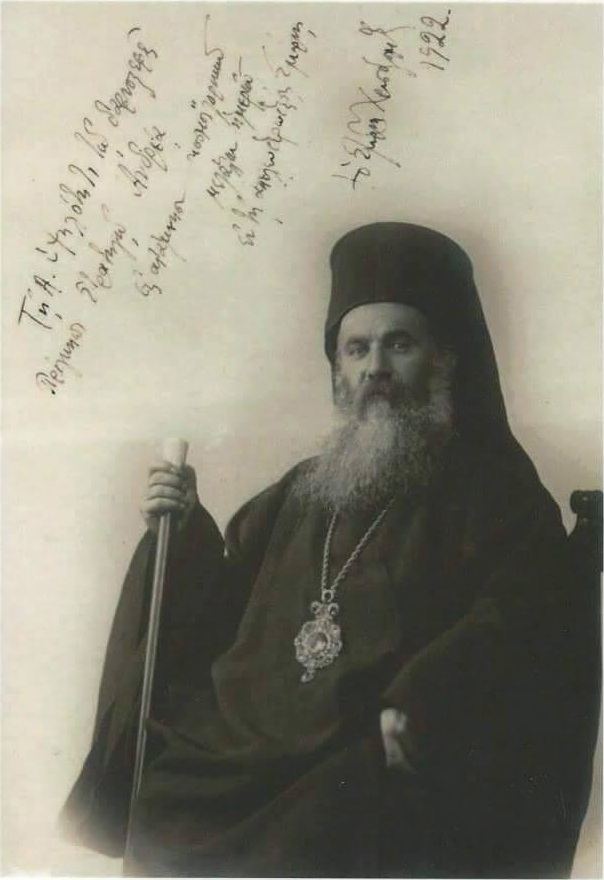
Chrysostomos Kalafatis

Nureddin Pascha erreichte mit der Ersten Armee am 9. September 1922 Izmir, das die Türken von den Griechen zurückerobert hatten. Gemäß Ütkan Kocatürk wurde er zum Militärgouverneur von Izmir ernannt, andere Quellen verneinen dies. Nureddin Pascha beschuldigte den Erzbischof von Izmir Chrysostomos Kalafatis der Kollaboration mit den Besatzern. Er ließ dann den Erzbischof von einem Mob lynchen. Einige Tage nach der Besetzung Izmirs wurden im griechischen und im armenischen Stadtteil Izmirs am 13. September Brände gelegt, die zu einem mehrtägigen Großbrand (Brand von Izmir) anwuchsen und diese Stadtteile komplett zerstörten. Zugleich begingen türkische Soldaten und Freischärler ein Massaker, plünderten und vergewaltigten.
Nach dem Waffenstillstand von Mudanya, der den türkischen Befreiungskrieg beendete, wurde Nureddin Pascha im Oktober 1922 mit seiner Armee nach İzmit beordert.

### Ali Kemal Bey

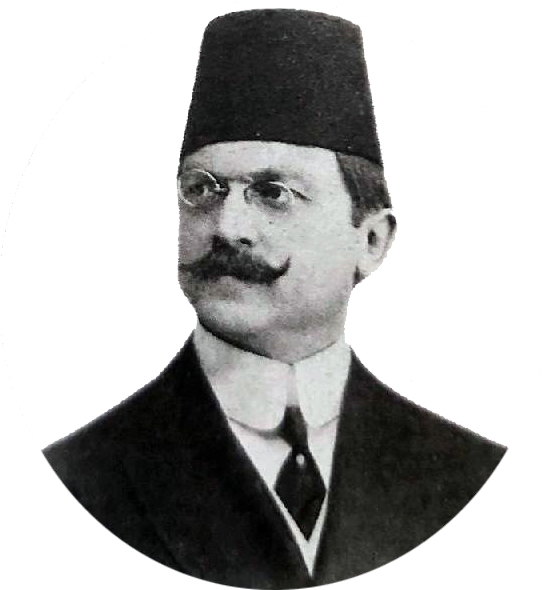
Ali Kemal Bey

Während seiner Zeit als Kommandeur in İzmit veranlasste er die Entführung des ehemaligen Innenminister Ali Kemal Bey. Der liberale Journalist und Schriftsteller Ali Kemal Bey war ein Gegner der Widerstandsbewegung gewesen. Dieser wurde am 4. November 1922 in einem Friseursalon vor dem Tokatlıyan-Hotel in Istanbul überwältigt und aus der Stadt geschafft. In İzmit wurde er vor Nureddin Pascha gebracht, der ihn vor ein Militärgericht stellen wollte. Ali Kemal Bey stimmte dem zu. Tatsächlich aber befahl Nureddin Pascha seinem Hauptmann Rahmi Apak:

„Versammele jetzt einige hundert Leute von der Strasse vor dem großen Tor. Wenn Ali Kemal das Tor passiert, sollen sie ihn töten, [ihn] lynchen“

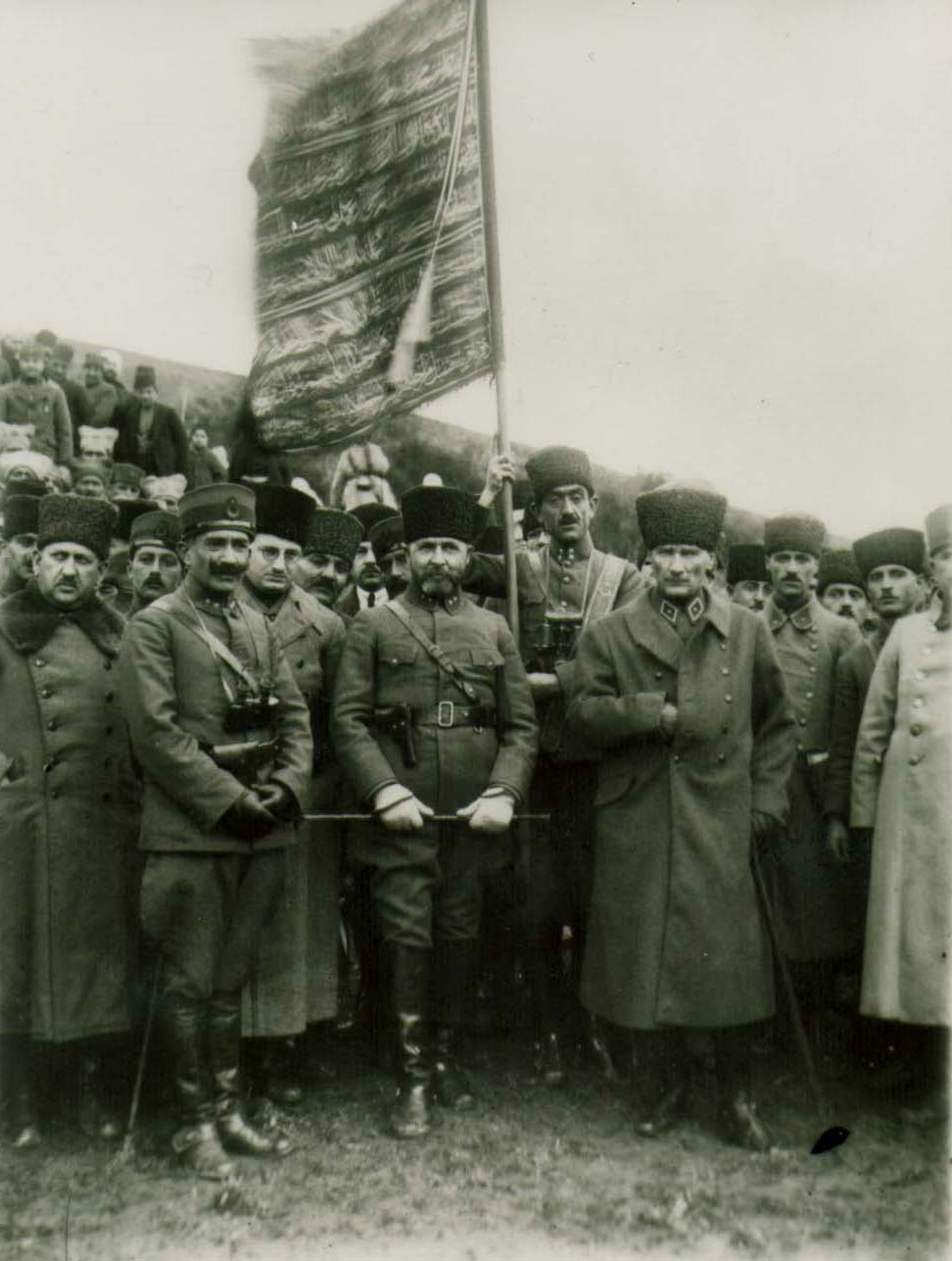
Der bärtige Nureddin Pascha (zentral) neben Mustafa Kemal, bei der Inspektion des zweiten Artillerieregiments

Als Ali Kemal Bey das Tor passierte, wurde er von einem Mob geschlagen, gesteinigt und erstochen. Der Mob raubte ihm seinen Schmuck, seine goldene Uhr und seinen neuen Anzug. Anschließend wurde er mit einem Seil an den Fußknöcheln durch den Ort geschleift. Nureddin Pascha ließ später seine Leiche bei einem Eisenbahntunnel aufhängen. So konnte İsmet İnönü, der auf dem Weg zur Konferenz von Lausanne hier vorbeikam, die Leiche sehen.

### Geçit Teşkilâtı
Auch bei der Rückeroberung von Istanbul spielten Nureddin Pascha und seine Geçit Teşkilâtı (dt.: Vorübergehende Organisation) eine große Rolle. Die Geçit Teşkilâtı war eine Abteilung der Ersten Armee. Im Osmanischen wurde sie mit K.T. (ﮒ ﺕ Kef Te) abgekürzt, was dazu führte, dass die Soldaten sie auch Köfte (Hackfleischbällchen) nannten. Nureddin Pascha besorgte für die 3000 Mann der Geçit Teşkilâtı zivile Kleidung und ließ sie so getarnt von den Briten unbemerkt in die Stadt marschieren. Sie nahmen wichtige Punkte in Beykoz und am Rumeli Hisarı ein. So konnte sie die britische Garnison bei Haydarpaşa und in Kadıköy umstellen. Nach der Unterzeichnung des Vertrages von Lausanne wurde die Geçit Teşkilâtı am 8. August 1923 aufgelöst.

## Republik Türkei

### Abgeordneter
Im Juni 1923 wurde die Erste Armee aufgelöst, sodass Nureddin Pascha seinen Posten verlor. Ein Jahr später wurde er Mitglied des Obersten Militärrates (tr: Yüksek Askerî Şûra). Bei den Nachwahlen zum Parlament 1924 gewann Nureddin Pascha als unabhängiger Kandidat in Bursa. Am 17. Januar 1925 wurde ihm sein Mandat genommen, weil er noch ein militärisches Amt innehatte. Daraufhin ließ er sich vom Militär pensionieren. Bei der wiederholten Wahl am 2. Februar gewann er sogar mit größerer Mehrheit.

### Hutgesetz
Im November 1925 sprach sich Nureddin Pascha im Parlament gegen das Hutgesetz aus und bezeichnete es als einen Verstoß gegen die Verfassung. Die anderen Abgeordneten warfen ihm vor, ein Feind des Volkswillens zu sein. Er wurde vom Parlament ausgeschlossen und vor Gericht gestellt. Der Justizminister Mahmut Esat Bozkurt sagte dazu: „Die Gewährung der Freiheit darf kein Spielzeug in den Händen der Reaktionäre sein … Angelegenheiten im Interesse des Landes sind nicht gegen die Verfassung und können es auch nicht sein.“

### Nutuk
In seiner Marathonrede Nutuk im Oktober 1927 kritisierte Atatürk Nureddin Pascha. So habe Nureddin Pascha im Jahr 1923 Âbit Süreyya angewiesen, eine Biografie zu schreiben, worin er sich fälschlicherweise als Umzingler der Briten in Kut al-Amara, als Verteidiger von Bagdad, als Sieger in den Schlachten vom Jemen, Ktesiphon, Westanatolien, Afyonkarahisar und Dumlupınar und als Eroberer von Izmir darstellen ließ.

## Tod
Am 18. Februar 1932 starb Nureddin Pascha in seinem Haus in der Kızlarağası Çeşmesi Straße Nr. 23 (heute: Müverrih Ağa Straße) in Kadıköy. Er war mit Nazmiye Türe († 1951) verheiratet und hatte zwei Töchter namens Semiha (1896–1950) und Memduha (1904–1970). Semiha war mit Hüseyin Pascha und Memduha mit Generalmajor Eşref Alpdoğan verheiratet. Die Inschrift auf Nureddin Paschas Grabstein lautet:

„G. Nureddin, dies ist die letzte Ruhestätte von General Nureddin İbrahim Konyar, Sieger der Schlacht von Ktesiphon, Belagerer von Kut al-Amara, Kommandant des 21. [Korps] von Aydın, des 25. [Korps] von Istanbul, 17. [Korps] von Izmir, der Armee Mitte in Amasya während des Befreiungskrieges und der Ersten Armee in İzmit für die Befreiung Istanbuls. Friede seiner Seele. Er war Vali von Basra, Bagdad und Izmir und Abgeordneter seiner Geburtsstadt Bursa. Er war der Sohn von Feldmarschall Ibrahim Pascha. 1872–18.2.1932.“

Nach dem Militärputsch 1980 beschloss die Militärregierung, in Ankara einen Staatsfriedhof zu errichten, wo die engsten Weggefährten Atatürks begraben sein sollten. Nureddin Pascha wurde vom Türk Tarih Kurumu nach Atatürk, İsmet İnönü und Fevzi Çakmak als der viertwichtigste Mann des Befreiungskrieges bestimmt und in den Rang eines Generals erhoben. Die Überführung seines Leichnams nach Ankara scheiterte wegen des öffentlichen Protestes. Er liegt auf dem Friedhof Beylerbeyi Küplüce Mezarlığı begraben.

## Medaillen und Auszeichnungen
- Mecidiye-Orden, V. Klasse
- Osmanje-Orden, III. Klasse
- Osmanje-Orden mit Schwert, II. Klasse
- Order of Merit
- Ehrenlegion
- Eisernes Kreuz, 2. Klasse
- İstiklâl Madalyası